# Funky jazz
Funky, adjetivo derivado del sustantivo funk (olor nauseabundo), es la forma en que los músicos afroamericanos de jazz de los años 1950 llamaban a un estilo de hacer música "sin complicaciones, fuerte y rítmica, llena de sentimiento, que reflejaba la herencia del blues, el góspel y la tradición africana". El calificativo funky, por tanto, no significa simplemente música animada y bailable, para lo que ya existía la denominación groove o groovy. Por el contrario, hace referencia a componentes como emoción, profundidad, sentimiento. A partir de mediados de los años 1960, se le denominó más usualmente como soul jazz. Es un estilo diferente (y anterior en el tiempo) al jazz-funk.

## Características
El funky aparece, vinculado al jazz, a mediados de los años 1950. Este funky jazz privilegia los elementos específicos de la música afroamericana, que participan esencialmente de la tradición negra:
- Ritmos fuertemente acentuados, con reminiscencias de la polirritmia original
- Expresividad afectiva, especialmente intensificada
- Empleo abundante de las blue notes y de las estructuras armónicas del Blues
- Referencias constantes a las Canciones de trabajo y al Góspel
- Utilización relativamente frecuente de ritmos ternarios, como el vals

Esta tendencia a la revalorización de los valores tradicionales de su patrimonio cultural, no es nueva entre los músicos negros.

## Referencia temporal
El funky, como lo estamos definiendo, aparece al mismo tiempo que el Hard bop, como una reacción a las tendencias cool y West Coast. De hecho, está tan íntimamente ligado al Hard bop que, como indican Carles, Clergeat y Comolli no es posible disociar uno del otro. Sin embargo, la denominación aparecía ya vinculada al jazz desde tiempos tan tempranos como 1906 (El tema Funky Butt, de Buddy Bolden)
El concepto funky, aplicado al Jazz, decae durante la década de los 60, precisamente en la medida en que se va generando el Funk como estilo musical propio y relacionado con la música de baile. En su lugar, comienza a utilizarse la denominación soul jazz.

## Principales intérpretes
El principal instigador de esta corriente fue, sin duda, el pianista Horace Silver, quien fue director musical (1954-1956) de los primeros Jazz Messengers, con Art Blakey y Kenny Dorham, y que hizo populares temas con una alta influencia góspel y de ritmos insistentes, como "The Preacher", "Opus The Funk" y "Señor Blues" . El éxito del quinteto de Cannonball Adderley y su hermano Nat y, especialmente, el de Les McCann, marcó el cénit de la comercialización del género, a la vez que, con ello, perdía su sentido primario y extramusical.
Otros músicos que se reconocen como parte del jazz funky, con absoluto derecho, son Art Blakey, Lee Morgan, Bobby Timmons, Junior Mance, Kenny Burrell, Ray Bryant, Wynton Kelly, el organista Jimmy Smith, Richard "Groove" Holmes, los saxofonistas Lou Donaldson y Buddy Terry, y el cantante Ray Charles, así como los guitarristas Wes Montgomery y Grant Green.
En los primeros años de la década de 1970, sellos como CTI Records, hicieron de este estilo, ya muy evolucionado, seña de identidad propia, consiguiendo importantes ventas con algunos de sus artistas, como George Benson, Grover Washington, Jr., Eumir Deodato o Johnny Hammond. El estilo aportó las bases sobre las que, a partir de finales de esa década, se elaboró el smooth jazz.